# 小行星8211
小行星8211（英語：8211）是一颗围绕太阳公转的小行星。1995年3月5日，上田清二、金田宏在钏路市发现了此天体。
这颗小行星的绝对星等为303.0053259384028等。